# Dorothea von Sachsen-Coburg und Gotha

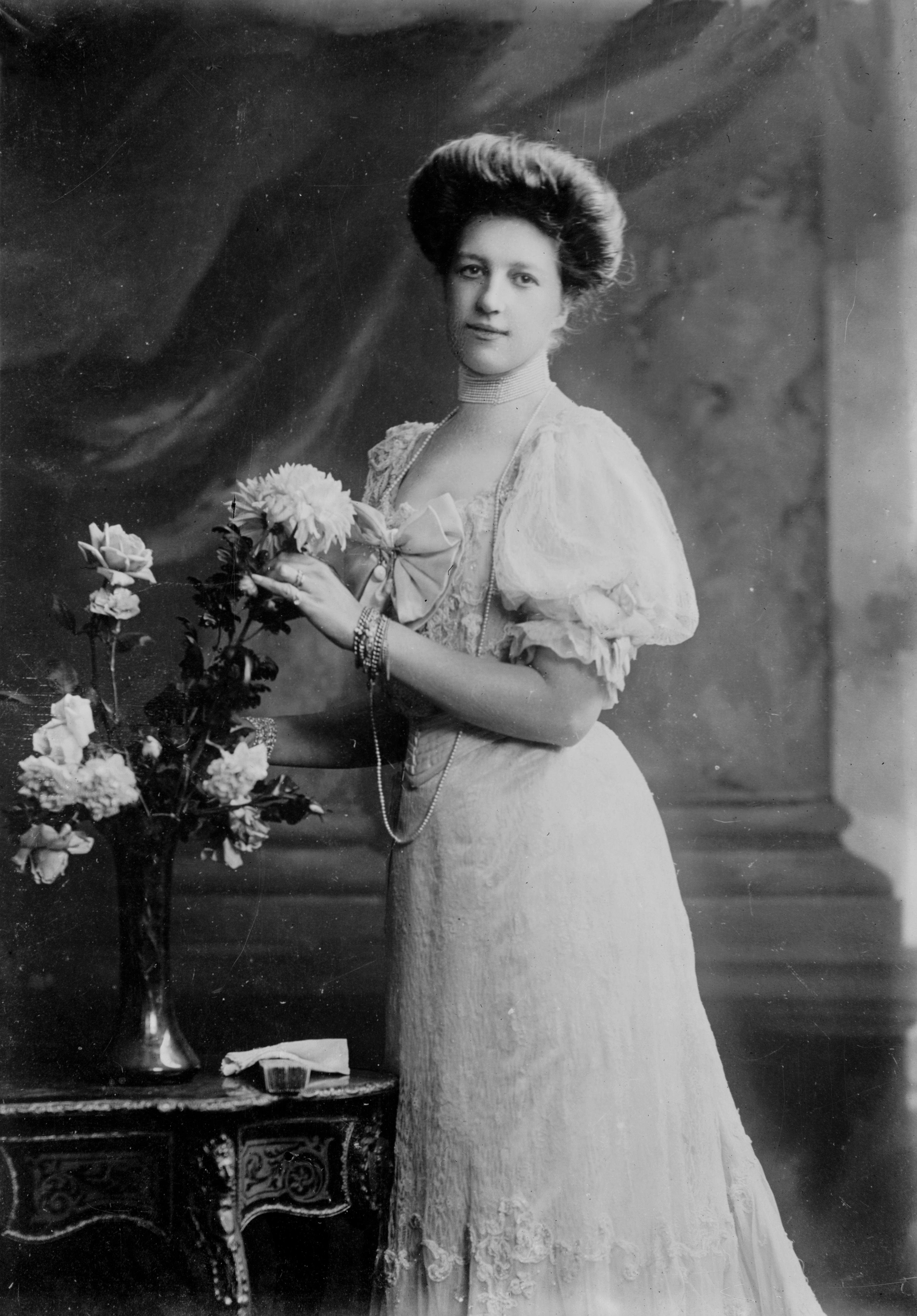
Dorothea von Sachsen-Coburg und Gotha

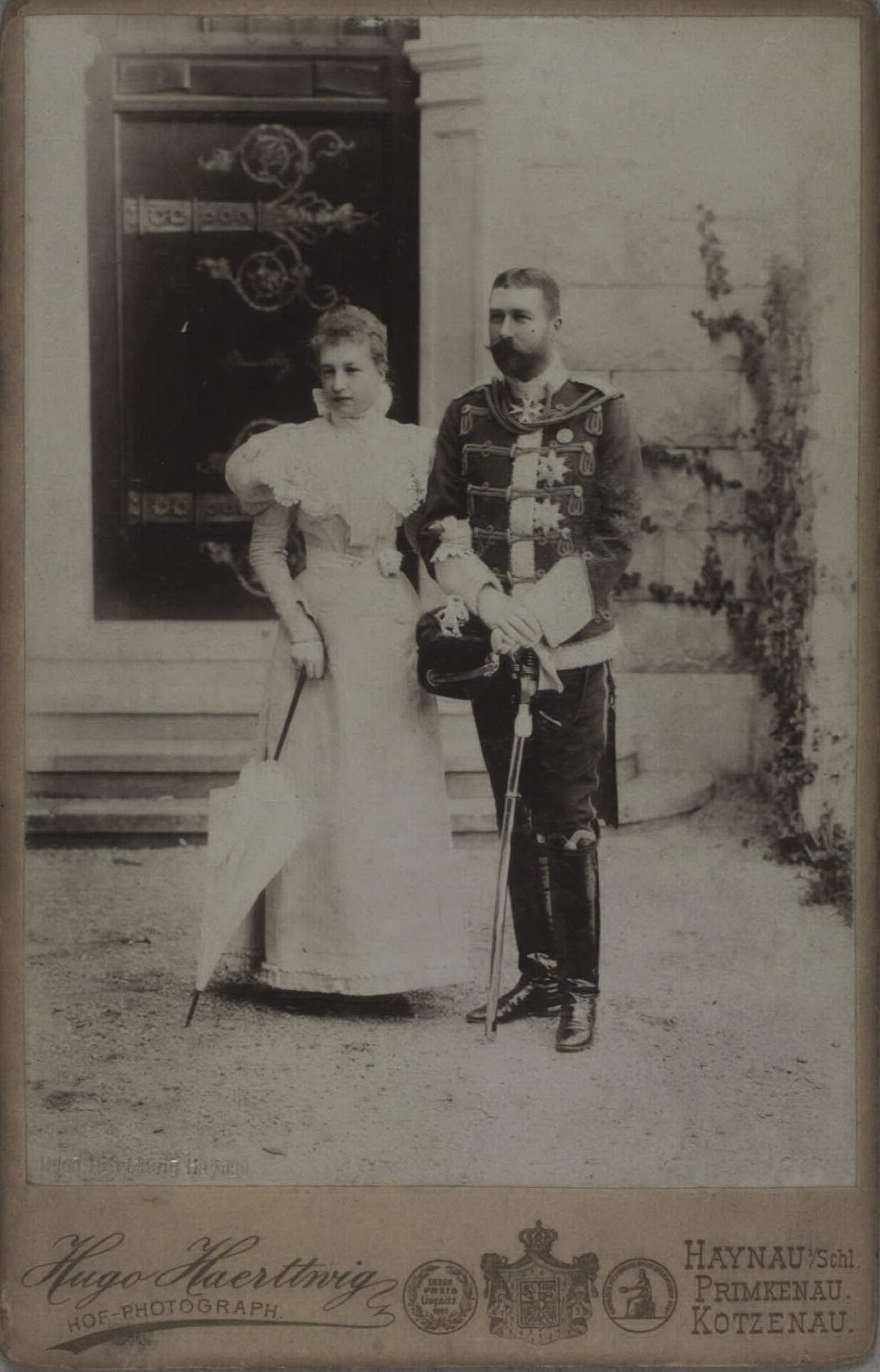
Dorothea und Ernst Günther von Schleswig-Holstein im Jahre 1901

Dorothea Maria Henriette Auguste Louise von Sachsen-Coburg und Gotha (* 30. April 1881 in Wien; † 21. Januar 1967 auf Schloss Taxis in Dischingen) war eine geborene Prinzessin von Sachsen-Coburg und Gotha und Herzogin zu Sachsen. Sie heiratete 1898 in Coburg Ernst Günther Herzog von Schleswig-Holstein.

## Leben
Dorothea war eine Tochter von Philipp, Prinz von Sachsen-Coburg und Gotha und Louise-Marie, Prinzessin von Belgien, Tochter König Leopold II. von Belgien und Schwester von Kronprinzessin Stephanie, Erzherzogin von Österreich, Gemahlin von Kronprinz Rudolf, Sohn Kaiser Franz Joseph I. und Kaiserin Elisabeth.
Dorothea von Sachsen-Coburg und Gotha hatte kein gutes Verhältnis zu ihrer Mutter Prinzessin Louise von Belgien. Diese hatte um 1900 für große Aufregung gesorgt, als sie ein Verhältnis mit ihrem Stallmeister begann und überall in Europa Schulden machte. Später wurde sie für geisteskrank erklärt und in einer Anstalt eingesperrt. Sie starb 1924 verarmt in Wiesbaden.
Dorothea und Ernst Gunther hatten keine Kinder. Im Jahre 1920 adoptierten sie Prinzessin Marie Luise (1908–1969) und Prinz Johann Georg von Schleswig-Holstein-Sonderburg-Glücksburg (1911–1941), Sohn und Tochter von Prinz Albert zu Schleswig-Holstein-Sonderburg-Glücksburg und Gräfin Ortrud von Isenburg und Büdingen. Marie Luise und Johann Georg waren Urenkel von Friedrich, Herzog von Schleswig-Holstein-Sonderburg-Glücksburg, ein älterer Bruder von Christian IX. von Dänemark.
Sie wurde in der Koháry-Gruft der Kirche St. Augustin in Coburg bestattet.